# Списак врста на Црвеној листи 2009.
Овдје су дате везе на листе живих врста које су се налазиле на Црвеној листи угрожених врста 2009. године.
- Списак врста на Црвеној листи 2009. слово A
- Списак врста на Црвеној листи 2009. слово B
- Списак врста на Црвеној листи 2009. слово C
- Списак врста на Црвеној листи 2009. слово D
- Списак врста на Црвеној листи 2009. слово E
- Списак врста на Црвеној листи 2009. слово F
- Списак врста на Црвеној листи 2009. слово G
- Списак врста на Црвеној листи 2009. слово H
- Списак врста на Црвеној листи 2009. слово I
- Списак врста на Црвеној листи 2009. слово J
- Списак врста на Црвеној листи 2009. слово K
- Списак врста на Црвеној листи 2009. слово L
- Списак врста на Црвеној листи 2009. слово M
- Списак врста на Црвеној листи 2009. слово N
- Списак врста на Црвеној листи 2009. слово O
- Списак врста на Црвеној листи 2009. слово P
- Списак врста на Црвеној листи 2009. слово R
- Списак врста на Црвеној листи 2009. слово S
- Списак врста на Црвеној листи 2009. слово T
- Списак врста на Црвеној листи 2009. слово U
- Списак врста на Црвеној листи 2009. слово V
- Списак врста на Црвеној листи 2009. слово Z
- Списак врста на Црвеној листи 2009. слово X
- Списак врста на Црвеној листи 2009. слово Y
- Списак врста на Црвеној листи 2009. слово W